# Marcel Ouimet
Pour les articles homonymes, voir Ouimet.
Marcel Ouimet, né en 1915 à Montréal et mort en mars 1985 à Ottawa, est un grand journaliste et correspondant de guerre québécois.

## Biographie
Après sa naissance à Montréal, Marcel Ouimet a grandi à Ottawa. Plus vieux, il suit des études en sciences politiques à l’Université d’Ottawa. Il commence sa carrière comme journaliste au journal Le Droit. En 1937, il obtient une bourse pour étudier les sciences sociales et politiques à Paris, en France. Il fréquente l'École libre des sciences sociales et politiques et l'École des hautes études sociales.À son retour, il travaille à la station CKCH. Le 14 avril 1939, il devient annonceur bilingue à Radio-Canada. Plus jeune membre de l'équipe, on l'embauche en prévision de la visite royale de George VI en mai.
Le 2 janvier 1941, il devient le premier directeur du Service de l'information de Radio-Canada. Il devient directeur du réseau français de Radio-Canada en 1947, fonction qu'il quitte en 1953 pour le poste de directeur-adjoint des programmes. C'est lui qui, le 12 septembre 1960, officialise la création du Comité de linguistique de Radio-Canada, qui sera chargé de développer et d'améliorer l'usage du français à l'antenne et dans la gestion interne.
En 1943, il part pour l’Europe avec deux autres journalistes où ils vont accompagné les troupes canadiennes et britanniques sur le terrain. Il préparera des reportages touchants sur les soldats entretemps. Alors, il est au premières loges, dans la deuxième vague d’assaut qui prend pied. Comme il est correspondant de guerre pour Radio-Canada et CBC, il a également couvert la bataille de Normandie durant l'été 1944,,. Alors, il est au premières loges, dans la deuxième vague d’assaut qui prend pied. Celui-ci se démarquait par son ton juste, mais aussi sa précision et ses descriptions remplies d’images. Il ne se contentait pas de rapporter les événements, il leur donnait une véritable authenticité et une chaleur humaine en les associant aux braves hommes participaient à la guerre.
La découverte des archives radiophoniques en France est due à Thierry Geffrotin en 1993, alors qu'il travaille pour Radio-France à la préparation du 50e anniversaire du Débarquement et de la Bataille de Normandie.
Au cours d'un voyage à Montréal en juillet 1993, il exhume des archives de Radio-Canada les reportages réalisés par Marcel Ouimet du 6 juin 1944, jour de son débarquement à Bernières-sur-Mer jusqu’à la libération de Paris, le 25 août.
Cette redécouverte est l'occasion de mettre en lumière le travail exceptionnel de ce journaliste québécois qui a suivi les troupes canadiennes et américaines des plages de Normandie jusqu'à Berlin.
Marcel Ouimet a fait l'objet d'une exposition à l'hôtel de ville de Caen à l'été 1994.
En 2014, dans le cadre du 70ème anniversaire du Débarquement, l'historien et journaliste Jean-Baptiste Pattier tourne au Canada un format long sur Marcel Ouimet pour France Télévisions. À Montréal et Ottawa, les filles de Marcel Ouimet lui montre des archives exceptionnelles, notamment les centaines de lettres envoyées entre 1943 et 1945 depuis le front en Europe à son épouse restée au Canada. Une grande partie de ces missives sont éditées lors du 75ème anniversaire du Débarquement en 2019. La publication du livre "Un reporter au coeur de la Libération, des plages du Débarquement au bureau d'Hitler" chez Armand Colin est un tournant dans la connaissance et la reconnaissance de Marcel Ouimet. Jean-Baptiste Pattier contextualise, met en perspective lettres personnelles et reportages où parfois ce qui est dit et raconté est bien différent en raison de la censure et du contrôle de l'information diffusée au grand public. En 2019, le parcours de Marcel Ouimet est raconté lors de la matinale de France Inter le 6 juin, à l'automne de la même année l'ouvrage est présenté au salon du livre de Montréal, sur Radio-Canada télé et radio. En 2022, lors du 78ème anniversaire du Débarquement, une place Marcel Ouimet est inaugurée à Bernières-sur-mer là où Marcel Ouimet a débarqué le 6 juin 1944.

## Œuvres
- Odyssée à Rouyn, s.l., 1938